# テキサス州の歴史
アメリカ合衆国の一部としてのテキサス州の歴史（テキサスしゅうのれきし）は、1845年に始まったが、この地域に人が住んだ集落については、後期旧石器時代までさかのぼる。その歴史は、スペイン、フランス、メキシコ、テキサス共和国、アメリカ連合国、アメリカ合衆国の、6つの独立した国々の一部として形作られている。1820年代から、合衆国からの移民がこの州に入りはじめ次第にメキシコ人を上回るようになった。
1836年、テキサスのヒスパニックのテハーノらと共に彼らはメキシコに対して独立闘争を起こし、独立を認めないメキシコ軍を打ち負かした。独立国家としての10年間の後、テキサス州は1845年に合衆国に加わった。
西部開拓者の州は、大規模な牛の放牧と綿花農業によって特徴づけられていた。20世紀に入ると急激に成長し、1994年には米国で二番目に人口の大きい州となり、ハイテク産業を基盤にして経済上極めて多角的になった。州は、アメリカ南部、テハーノ、アフリカ系アメリカ人、ドイツ系テキサス人（w:German Texan）のそれぞれの文化の交流で形成されている。

## テキサスの先住民
現在のテキサス州境内に一度でも住んだことのあるネイティブアメリカンの部族は、アパッチ、アタカパ、ビダイ(Bidai)、カド、コマンチェ(Comanche)、チェロキー、カランカワ(Karankawa)、カイオワ、トンカワ(Tonkawa) 、ウィチタを含む。
現在、以下の3つの連邦政府承認のネイティブアメリカン部族がテキサス州に居住している。
- the Alabama-Coushatta Tribes of Texas→アラバマ、コウシャッタ
- the Kickapoo Traditional Tribe of Texas→キカプー
- the Ysleta Del Sur Pueblo of Texas→プエブロ

## 仏領テキサス
スペイン人が現在のテキサス州の南部境界に、ごく初期に名目上の部隊を送っていたとはいえ、最初にテキサスの主要な部分と中心地に定着したヨーロッパ人はフランス人である。しかし、フランス植民地は短命な存在で終わった。現在のアメリカ合衆国の内陸部を探険後帰国したフランス貴族のラ・サールは、メキシコ湾のミシシッピ川河口にフランス植民地を創ることを計画した。1684年、彼らは4隻の船と300人の入植者と共にフランスを離れた。遠征は、海賊と敵意を抱くインディアン、それに慣れない航行に苦しめられた。一隻の船はカリブ海の海賊によって奪われ、二番目の船はマタゴルダ湾の入り江に沈み、三番目の船はそこで座礁した。それでも彼らはビクトリア(Victoria)の近くに、セントルイス砦を建設した。
ラ・サールは、テキサスからミシシッピまでの最短のルートを見つけるべく、東方へ徒歩で三回遠征隊を率いた。三度目の遠征において、彼の36名の従は反乱を起こし、現在のナバソタ(Navasota)に近い場所で、反乱者の中の4名によって殺された。植民地としてのセントルイス砦は、カランカワ語を話すインディアンによって残っていた20名の成人を皆殺しにし、5名の子供を捕虜にした1688年までしか持ちこたえられなかった。その遠征の悲運を知ったトンティは、1689年に偵察の使節を派遣したが、砦に生存者はいなかった。
テキサスの植民地の失敗にもかかわらず、スペイン人がこの地を植民地とした後もフランスはテキサスが自国領であると主張し続けた。テキサスの歴史におけるフランス領時代は、テキサスの州の標章と、伝統のあるシックス・フラッグス・オーバー・テキサス（w:Six flags over Texas, テキサス州の6つの旗）の一番目（または二番目）として記念されている。

### 主な出来事
- 1529年：スペイン人探検家のアロンソ・アルバレス・デ・ピネダが、おそらくテキサス海岸の地図を描いた最初ヨーロッパ人となる。
- 1528年-1534年：別のスペイン人探検家、アルバル・ヌニェス・カベサ・デ・バカは、交易のためにテキサスを6年かけて訪れた。
- 1685年2月18日：ロベール＝カブリエ・ド・ラ・サールが、マタゴルダ湾にセントルイス砦を建設。これによってテキサスのフランス領地化が確立する。
- 1688年：フランス植民地（セントルイス砦）が大殺戮により壊滅。
- 1689年：フランスは実質的にテキサスから撤退する。しかし、フランスはこの後70年間にわたりテキサスを領地と主張する
- 1762年：フランスはテキサスへの要求を捨て、40年間、スペインへルイジアナを譲渡する（1800年まで）。
- 1791年：ハイチ革命（1791年 - 1804年）が勃発。
- 1800年8月1日：北テキサスの大部分がフランスに戻るが後に1803年のルイジアナ買収でアメリカ合衆国へ売られる。

## スペイン領テキサス
フランスの植民地化の失敗が世界中に知れ渡った一年後、スペイン人はテキサスに入植を始めた。この目的は、ヌエバ・エスパーニャ（現在のメキシコ）から距離のあるルイジアナに、フランス人をとどめておくことであった。テキサスは、フランスとスペインの両大国の主張する領土の挟間で、重要ではあるが人口が希薄な緩衝地になった。テキサスは副王領のヌエバ・エスパーニャとしてではなく、スペインの植民地として統治された。このスペイン領テキサス時代は、1690年から1821年の間続いた。この時代は、セントルイス砦のフランス植民地の廃墟を破壊して、新たに同じ場所にスペインによる実効支配地域を創設するためのコアウイラ州総督による遠征で始まり、1821年のメキシコ独立革命によるメキシコの独立でメキシコ領テキサスとなることで終わった。
17世紀と18世紀には、スペインとフランスはテキサス州の支配を画策し、スペインはメキシコとニューメキシコ州に、フランスはルイジアナ州に基礎を置いて対立した。スペインの動きは早く、開拓地の足がかりを創るための一連のミッション(伝道団体)を、しばしば軍隊を伴いながら創設した。ヨーロッパで1718年から1720年までの四国同盟対スペインの戦争は、新世界にまで拡大した。ナカタシュ(Natchitoches)からのフランス部隊はあっさりとテキサスの首都及びロスアダエス（w:Los Adaes, 現在の北西ルイジアナ）を占領した。結局フランスは、武力でスペインからテキサスの支配を奪い取ることはできなかった。テキサスの支配をめぐるスペインの脅威への対処は、19世紀初めのルイジアナ買収によってこの北米の領地がアメリカ合衆国に売却されたことにより、フランスから米国へ移った。
ルイジアナ買収と、米国によるニューオーリンズの取得を受けて、数年後にはアメリカ人の入植者たちが西へ移動し始め、メキシコが自国領であると主張する地域へ入った。何人かの入植者は活発なフィリバスターで、彼らはアメリカ合衆国による長期間の併合を目論んでいた。例えば、1812年から1813年のグティエレス＝マギー遠征 (Gutiérrez-Magee Expedition) の目的は、スペイン帝国からテキサスを分断させる企てであった。

### 重要な出来事
- 1690年:アロンソ・デ・レオーンは、東テキサスに伝道施設を創設するためにリオ・グランデ川を渡り、オールド・サンアントニオ・ロード(w:Old San Antonio Road)を切り開く。
- 1700年〜1799年:スペインは18世紀、テキサス州の至るところにカトリックの伝道団体を創る。
- 1819年:アダムズ＝オニス条約。アメリカ合衆国とヌエバ・エスパーニャの国境を確定するための条約。

## メキシコ領テキサス
メキシコ領テキサスはテキサス史の研究家が、1821年から1835年の間の時代を要約して付けた名で、テキサスがメキシコの一部、コアウイラ・イ・テハス州であった時代を指す。この時代は1821年のメキシコ独立革命でスペインに対するメキシコの勝利に始まり、1836年のメキシコからのテキサス独立宣言で終わる。
リオ・グランデ川と南テキサスのエリアには、中央メキシコ政府による統一された目に見える独裁と違憲行為の理由で、当地のメキシコ人たちによる独立運動の長くて波乱の歴史がある。その一方で、北テキサスと東テキサスの大部分はネイティブアメリカンの部族の手中にあり、彼らの一部はスペインとそしてメキシコの統治に敵意を抱いていた。
1820年代、テキサスの人口は非常にまばらであり、メキシコ政府としてはこの領域に居住者を引き入れることは重要な課題であった。メキシコ独立時の1821年のデータによると、軍人を除いて2200人程度のメキシコ人しかテキサスに住んでいなかった。独立間もないメキシコは新生国家の運営に手を焼き、北方の領地の人口対策に力を注ぐ余裕がなかった。
そこで、テキサスに人を住ませ発展させるために、メキシコはヨーロッパから、特に隣接した米国から、入植者を探した。スティーブン・オースティンはメキシコ政府と交渉の末、1822年に米国からの300名の家族(テクシャンとして知られる)を合法的にテキサスへ移住させた。メキシコ政府はアメリカ人個人の入植は許可せず、オースティンなど植民事業者が扱う入植のみを承認した。メキシコは独立以前から奴隷制撤廃の気運があり、そのためテキサスへの奴隷の持ち込みは承認されたが、メキシコ国内での売買は禁止され、また奴隷の子供は自由な身分になることを条件とされた。入植者の持ち込んだ資材は課税対象外で、入植後7年間は無税という有利な条件の他に、スペイン語の使用、カトリックの信仰、メキシコの法の遵守、海岸部と国境域の入植の禁止などが条件に盛り込まれた。
メキシコでは1824年に憲法が制定され連邦共和国となり、細則についてはコアウイラ・イ・テハス州当局に裁量権が委ねられ、現地当局は入植者に有利な対応をした。オースティンはメキシコとの入植条件を遵守して入植者にも従わせようとしたとされるが、特に奴隷の条件について不満を募らせる者も出てきた。1826年にはフィリバスターが不満分子を操って東部のナコグドチェスで「フレドニア共和国」の独立を宣言するが、これはオースティンとメキシコ当局により鎮圧された。
テキサスのアメリカ人人口は急増し、植民事業者を介さずに不法に入国する者も含めて、メキシコ人を数で凌駕するようになった。1830年の時点で奴隷を含む25000人以上のアメリカ人がテキサスにいたのに対して、メキシコ人は4000人程度であった。事態を重く見たメキシコ政府は1830年にアメリカ人のテキサスへの移民禁止令を出すが、不法入国者が急増していたためこの発令は無意味であったし、それを阻止する軍事力もメキシコ当局にはなかった。その一方でアメリカ人側は、1829年にメキシコが全国的に奴隷制を廃止した時、一部のものは強力に抵抗して法に従うことを拒否した。オースティンは彼らのコアウイラ・イ・テハス州からの分離を望む主張を知りつつ、メキシコシティに交渉に向かったが成果は得られず、その上旅先で押収された手紙が原因でメキシコ当局に一年間拘留された。
1835年、メキシコ大統領のアントニオ・ロペス・デ・サンタ・アナは、1824年憲法(w:1824 Constitution of Mexico)を廃止して、メキシコシティに国家権力を集中させようと試みた。これは、サカテカス州での反乱とそれによる大虐殺の例のように、メキシコの至るところに多くの政治的な動揺を引き起こした。結果として、テキサスの領地の政治的、経済的な支配を強める新しい政府の取り組みは、後にテキサス革命を率いるテクシャン入植者と地元のテハーノの感情を目覚めさせるだけだった。メキシコから解放されて戻ったオースティンにはもはやテキサス住人を抑える術はなく、彼自身もテキサスへの帰途でニューオーリンズに寄り武器を調達している。

### 重要な出来事
- 1823年1月3日：スティーブン・オースティンは、現在のフォートベンド郡とブラゾリア郡の、主に現在のシュガーランド(Sugar Land)エリアを中心とした、ブラゾス川流域への300家族の入植を開始させた。この家族たちは、"Old Three Hundred"として知られている。
- 1832年6月26日：ベラスコの戦いで、テキサス革命による最初の犠牲者が出た。
- 1832年〜1833年：1832年と1833年の議会は、メキシコ政府の統治の政策への動揺の増加に対応した。テキサンを最もいらだたせた政策には、メキシコでの奴隷制の廃止、テキサン入植者の強制的な武装の縮小、そして米国からの不法な移民の追放を含んでいる。サカテカス州での、セントラリスタの軍の反体制派への抑圧の例は、メキシコ政府の恐怖をいっそう引き起こした。

## テキサス共和国

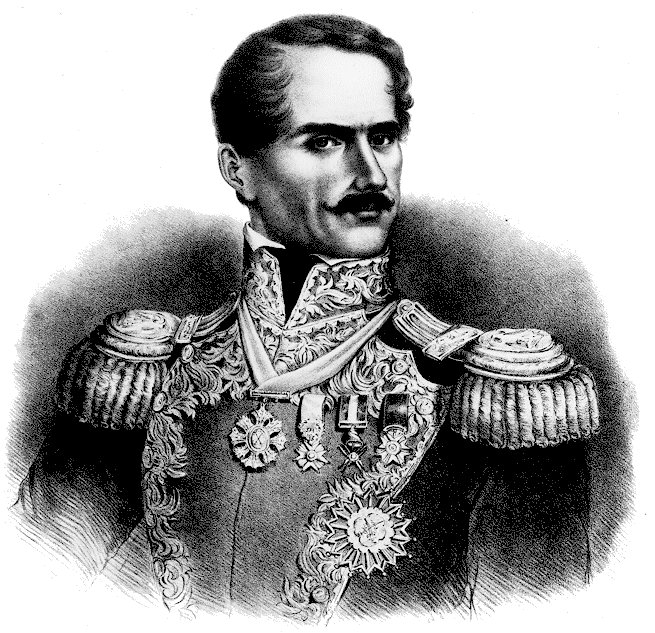
メキシコ軍のアントニオ・ロペス・デ・サンタ・アナ将軍

テキサス住人はメキシコに対して、税関の廃止、無税期間の延長、不法入国者の土地所有の承認と要求を吊り上げ、1835年6月には東部の沿岸部の町(今日のガルベストン)を武力制圧した。同年10月には、彼らはメキシコからの分離を宣言し、12月にはベハル(今日のサンアントニオ)を攻めた。このメキシコに対する反乱には、テキサスに居住するメキシコ人も含まれていた。
現代のテキサス州の最初の独立宣言は、白人のテキサス入植者と地元のテハーノの両者によって、ゴリアド(w:Goliad, Texas)で1835年12月20日に契約された。テキサス独立宣言は、ワシントン・オン・ザ・ブラゾスにて1836年3月2日に成立し、事実上のテキサス共和国の創立となる。
この4日後、2週間続いたアラモの戦いは、メキシコの総督アントニオ・ロペス・デ・サンタ・アナの軍が、小さなアラモ伝道所を占拠したほぼ200人のテキサンを打ち負かして終わる。(この場が、現在のサンアントニオ市の中心部となる)。この後、「リメンバー・ザ・アラモ！」がテキサス革命のスローガンとなった。サンジャシントの戦いは1836年4月21日に、現在のヒューストン市の近くで開戦した。総督のサンタ・アナの1600名の全軍は、テキサスの総督サミュエル・ヒューストンの800名のテキサス軍によって殺されたか捕らえられ、テキサス軍の死者はたったの9名のみだった。当時のメキシコの最高権力者が、戦場で捕らえられたことにより、この戦いは決定的なものとなる。捕虜となったサンタ・アナは、自らの命の保障と引き替えに、テキサスに有利なベラスコ条約に署名することとなり、メキシコからのテキサス独立を承認し、テキサス内のメキシコ軍を撤退させた。
テキサスの独立により、テキサスではかつてメキシコ時代に廃止された黒人奴隷制が復活した。
バージニア州出身でテネシー州知事を務めた経験を持つサミュエル・ヒューストンは、1836年から1838年、1841年から1844年の離れた期間にテキサス共和国の大統領を務めた。彼は、1859年から1861年にかけてテキサス州の知事も務めている。テキサス共和国の最初の議会は、1836年8月、コロンビア（現在のウエスコロンビア）で開催された。「テキサスの父」として知られるスティーブン・オースティンは、新しい共和国の州の大臣を2ヶ月務めた後、1836年12月27日に死亡する。1836年には、5つの場所（ワシントン・オン・ザ・ブラゾス、ハリスバーグ、ガルベストン、ベラスコ(w:Velasco, Texas)、コロンビア）が一時的にテキサスの首都とされ、その後1837年、サミュエル・ヒューストンは首都をヒューストンに移す。1839年、首都は新設されたオースティンに移される。
共和国の内政は、二大政党制を基本とした。ミラボー・B・ラマー率いる国家主義者の党派は、継続したテキサスの独立、ネイティブアメリカンの追放、そして太平洋までのテキサスの拡張を擁護した。サミュエル・ヒューストンが率いる反対勢力は、米国へのテキサスの併合と、ネイティブアメリカンとの平和的な共存を擁護した。最初の共和国の旗は、「バーネット・フラッグ」（青色の地に金色の星）だったが、その後すぐに現在の「ローン・スター・フラッグ」が公式に採択された。
テキサス共和国は米国、フランス、英国、オランダ、そしてユカタン共和国から、外交上の承認を受けた。1837年には米国が承認し、同年にはテキサスが、米国との併合を打診しているが、受け入れられなかった。メキシコは、先の大統領サンタ・アナが拘束された状態で署名したベラスコ条約は、到底認められるものではなかったため、テキサス共和国を承認しなかった。

### 重要な出来事

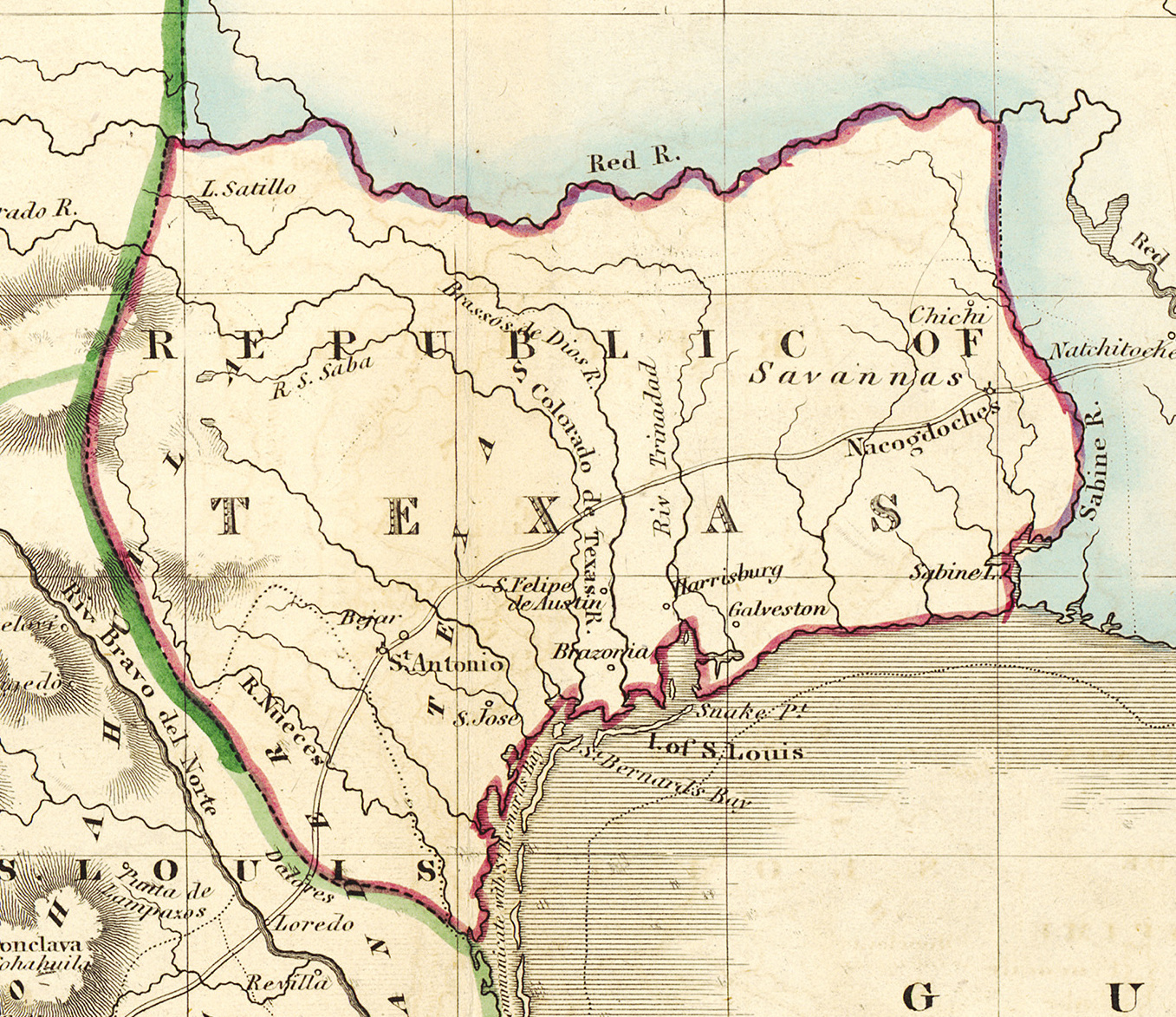

- 1835年：テキサス革命が始まる。1835年初め、スティーブン・オースティンは、メキシコとの戦争だけがテキサスの自由を保証できると表明した。
- 1835年10月2日：テキサス軍はゴンザレスの町で、メキシコの騎馬隊とゴンザレスの戦いを行い、実際の革命が始まった。
- 1835年10月28日：コンセプシオンの戦いで、90名のテキサス軍が450名のメキシコ軍に勝利。
- 1836年3月2日：議会でメキシコの統治の明確な断絶を表明したテキサス独立宣言が採択された。
- 1836年3月6日：4000名から5000名を数えるメキシコ軍は、サンアントニオのアラモ砦のウィリアム・トラヴィス率いる190名のテキサス軍に殺到した。13日間の包囲攻撃によって、デイヴィッド・クロケット、ジム・ボウイとトラヴィスを含むテキサス軍全軍が死亡した。
- 1836年3月27日：総督のアントニオ・ロペス・デ・サンタ・アナの命令によって、メキシコ軍は、ゴリアドの虐殺を、ジェイムス・ファニンと約400名のテキサス軍に実行した。
- 1836年4月21日：サンジャシントの戦いでサンタ・アナがテキサス暫定政府に捕らえられる。
- 1836年5月14日：テキサス共和国政府とメキシコ総督サンタ・アナの間にベラスコ条約が契約される。
- 1839年：オースティン市がテキサス共和国の首都に選ばれる。

## 合衆国の州
1845年2月28日、米国議会は、米国がテキサス共和国を併合することを認可する法案を可決。同年3月1日には、米国大統領ジョン・タイラーが法案に署名した。法律は、併合の日付けを同年12月29日に制定した。同じ年の10月13日、テキサス共和国では、奴隷制度を容認する内容の自主憲法案を投票により承認した。この憲法が米国議会で承認されたのがテキサス併合と同じ日（12月29日）であるため、併合と州昇格が同時に行われたことになり、テキサスは州になる前段階としての準州というステータスを経ていない。テキサス政府には巨額の借金があり、米国が併合によって肩代わりすることに同意したことが併合を進める大きな動機となった。1850年、この借金の肩代わりの代償に、テキサスが要求していた領地の大部分(現在のコロラド州、カンザス州、オクラホマ州、ニューメキシコ州、ワイオミング州)は連邦政府に割譲された。
当初、米国はテキサスの併合に難色を示した。それはテキサス共和国が、1824年にメキシコ憲法が奴隷を禁止し、さらには1829年に奴隷制の廃止が発令されていた当時、奴隷制に賛成していた、つまり併合が議会における南部の勢力拡大につながるものだったためである。それにもかかわらず合併に踏み切ったのは、英国がテキサスと親しく接近し始めたことと、併合推進派の南部人が米国議会で力を持ったためである。
併合の決議には、いくつかの不正確なトピックがある。それは主に、この決議は主権のある州の間の条約であり、テキサス州を北部連盟から脱退させるために露骨に認めてやったもの、という話である。これはいくつか論争されている点である。当時、そして南北戦争の終結まで、これはそれとなくすべての州が保持していた権利ではあった。しかし、どの権利についても、決議で明らかには列挙されなかった。それが言われていて、決議には2つのユニークな条項が含まれていた。まず最初に、州を最大5つの州に分割する権利(これは決してまともに検討されなかった提案である)を、テキサス新州に与えた。それから2番目には、テキサス州は連邦政府に公有地を提供する必要がなかった。従って、テキサスの中での唯一の連邦政府所有地も、実際に政府によって購入された。そして、この国有地における広大な石油の発見による収益は、州立大学に供給された。

### 重要な出来事
- 1845年2月28日：テキサスが同意するなら、併合するという上下両院合同決議なされ、翌日、テイラー大統領がこれに署名した。
- 1845年10月13日：テキサスの有権者が自主憲法草案を投票により承認する。
- 1845年12月29日：テキサスは併合され、同日、州として合衆国に承認された。
- 1850年9月9日：1850年協定によって境界線を調整し、テキサスの1,000万ドルの負債を引き受ける。コロラド州、カンザス州、オクラホマ州、ニューメキシコ州、ワイオミング州が必要とされた。
- 1861年2月1日：「脱退会議」が行われ、171対6でアメリカ合衆国からの脱退の条例を提出することが投票によって決まる。

## 南北戦争とレコンストラクション(1860年〜1876年)
テキサス州は、1861年2月1日に合衆国を脱退して、1861年3月2日にアメリカ連合国に参加した（これに反対したサミュエル・ヒューストン知事はその地位を辞任した）。1863年中頃に北軍がミシシッピ川を占領し、人間、ウマ、ウシの移動を不可能にするまで、テキサス州は主にアメリカ連合国の「供給州」であった。テキサス連隊は、戦争中のあらゆる主要な戦いで戦闘をした。
南北戦争の最後の一戦、パルメット農場の戦いは1865年5月12日にテキサスで交られた。
クランピット(2005年)は、1865年4月の南部連合の崩壊後、南部同盟テキサスのミシシッピ横断連隊の軍人は未熟であったことを示唆する。低いモラル、規律の欠乏、そして多くの脱走のため、連隊は解散し、脱走兵たちは故郷に向かう時、公共物も私物も略奪した。そのうえ、戦争の大きな作戦に参加していないこと、彼らの犠牲が無駄になっているという感覚、および16ヶ月以上も支払われていなかった事実のすべてにより、元軍人たちは政府の財産を取る資格が与えられていると感じた。しかし「供給州」であったテキサスのほとんどの軍人は、リー率いる北バージニア軍(w:Army of Northern Virginia)などの軍隊で立派に振舞った。

### レコンストラクション
南部同盟が崩壊したというニュースが1865年6月19日にガルベストンに届いたとき、解放された奴隷たちは歓喜し、ジューンティーンス(w:Juneteenth)の祝賀を作った。テキサス州は戦争によって少ししか苦痛を受けなかったが、貿易と財政は混乱した。怒った帰還兵たちは州の財産を強奪し、テキサスは暴力と混乱の期間に直面した。非道な行為が北テキサスで行われ、インディアン居留地に本拠地がある無法者たちがこれを遂行し、誰彼かまわず略奪し殺した。アンドリュー・ジョンソン大統領は1865年6月17日、北部連盟の総督、A・J・ハミルトンを暫定的に知事に任命した。ハミルトンは、戦前の傑出した政治家だった。彼は、元南軍の人々に、将来北軍を支持することを約束したら恩赦を行うと公式に約束した。1870年3月30日に、テキサスはすべての必要条件を満たしたというわけではないが、合衆国議会はテキサスを北軍連盟へ再承認した。

### 重要な出来事
- 1861年2月23日：脱退法令における州全体の選挙で、テキサス人は、4万6129対1万4697(76%の多数派)でユニオン(連盟)を脱退するのに投票した。南部連合への忠誠の誓いを立てるのを拒否したサミュエル・ヒューストンに代えて、「脱退議会」はすぐに政府を組織化した。
- 1862年8月1日：南部同盟の部隊は、ニュエセスの虐殺で34人の親連盟派のドイツ系テキサン民間人を殺す。
- 1865年6月19日：北部連盟部隊は、テキサス州ガルベストンに到着し、奴隷解放宣言の効力を発揮した。
- 1870年3月30日：米国議会はテキサスを再承認した。

## テキサスの繁栄、不況、戦争(1914年〜1945年)
経験豊富な掘削技師のアンソニー・F・ルカスは、1901年1月10日の朝、テキサス州ボーモント(w:Beaumont, Texas)の南の小さい丘、スピンドルトップに初めて大油田に穴を開けた。1930年10月5日に発見された東テキサス油田は、州の東中央部に位置し、隣接する国の中では最大の規模で最も豊富な量の「オイル・リザブワー」(Oil Reservoir, 石油の貯蔵庫)である。他の油田は後に西テキサスとメキシコ湾の下に発見された。結果として起こった石油ブームは、テキサス州の経済を一変させて、南北戦争後の甚大な経済拡張を及ぼした。
南北戦争以来顕著な回復をした経済は、世界恐慌とダストボウルによって二重の打撃を受けた。1929年の株式市場暴落の後、経済状況は大きく反落し、何千人もの都市労働者が失業し、連邦緊急救済局などの合衆国の救援プログラムに頼ることになった。綿花と家畜の価格が急激に下落して、農民と牧場主は特に大きな打撃を受けた。1934年から1939年まで、烈風と干ばつの天災は、テキサス州とアーカンソー州、オクラホマ・パンハンドル地域とその周囲の平野から集団移住を引き起こし、50万人以上のアメリカ人が家と職を失って飢えた。数千の人々はこの地域を永久に去り、ビジネス・チャンスを西海岸に求めた。第二次世界大戦の直前から戦時中、テキサスの既存の軍事基地は拡大し、多くの新しい訓練基地、特に航空の訓練のための基地が作られた。多くのアメリカの(あるいは同盟国の)軍人、船員、パイロットがこの州で訓練しこれらの軍事施設により経済も再び繁栄した。

### 重要な出来事
- 1900年9月8日：カテゴリ4のハリケーンがガルベストンに上陸。8000人が死亡し、都市と経済を破壊した。
- 1901年1月10日：ルカス油井がスピンドルトップにできて、テキサス石油ブームが始まる。

## テキサスの近代化(1945年〜現在)
テキサスは、1950年から1960年代まで、高等教育のシステムを近代化して、劇的に拡張させた。ジョン・コナリー知事のリーダーシップのもとで、州は高等教育のための長期計画、より合理的な資源の配分、そして州の公共機構をより高い効率で経営する中央州機構を作成した。これらの変化により、ケネディとジョンソン政権の間、テキサスの大学は研究開発のための連邦助成金を受け取った。
1963年11月22日、ダラスで第35代大統領ジョン・F・ケネディが暗殺事件で死亡。
1993年2月28日、指導者デビッド・コレシュとプロテスタント系セクトブランチ・ダビディアンがウェーコでATF（アルコール・タバコ・火器及び爆発物取締局）と銃撃戦になり（en:Waco siege）、その後籠城していたが、4月19日にFBIの突入によって鎮圧。死者81名を出した。1995年4月19日、この事件を動機とするティモシー・マクベイがオクラホマシティ連邦政府ビル爆破事件を起こした。
2013年4月17日、ウェーコ近郊のウエスト市で化学肥料工場爆発事故（en）が発生。
2019年にはエルパソ銃乱射事件が発生して22人が死亡、
2022年にはロブ小学校銃乱射事件が発生して21人が死亡するなど、短いスパンで銃を使用した大量殺人事件も発生した。

## 参照
1. 1 2  中野2010, p.16
2. ↑  中野2010, p.17
3. 1 2 3 4 5  中野2010, p.18
4. 1 2 3  中野2010, p.19
5. 1 2 3 4  中野2010, p.20
6. 1 2 3 4  中野2010, p.21
7. ↑  中野2010, p.25
8. ↑  “テキサス州銃乱射事件　容疑者が「メキシコ人を標的」と供述”.   産経新聞 (2019年8月10日). 2022年5月31日閲覧。
9. ↑  “米小学校銃撃、4年生の教室で発生　バイデン氏週末に現地入りも”.   ロイター (2022年5月26日). 2022年5月26日閲覧。